# Autorretrato (Velázquez)
El Autorretrato de busto del Museo de Bellas Artes de Valencia, fue pintado hacia 1640 por Velázquez y es, con el autorretrato de Las Meninas, el único autógrafo del pintor que se ha conservado. Pertenece a la colección de la Real Academia de Bellas Artes de San Carlos de Valencia (España) desde que en 1835 le fuera donado por Francisco Martínez Blanch, y actualmente se encuentra en depósito con el resto de la colección de esta institución en el Museo de Bellas Artes.

## Historia del cuadro
El autorretrato pudo ser adquirido en Sevilla en 1729 por la reina Isabel de Farnesio, quien se lo habría donado a Farinelli, pasos que José López-Rey pone en duda. Al reverso aparece la inscripción «Soy de Farinelo», presumiblemente Carlo Brioschi Farinelli, quien pudo adquirirlo durante su estancia en España entre 1737 y 1759. Después de muerto éste pasó al Vaticano y fue sacado de allí por las tropas napoleónicas. Posteriormente fue adquirido por José Martínez, cónsul de España en Livorno, quien trató de venderlo en Madrid. De retorno en Italia, pasó a propiedad de Francisco Martínez Blanch, cónsul de España en Niza, quien en 1835 lo donó a la Academia de Bellas Artes de San Carlos. 
El lienzo ha sufrido algún recorte —sin que se pueda precisar en cuanto— pero su estado de conservación es bueno y tras su última restauración, efectuada en 1986 en los talleres del Museo del Prado por Rocío Dávila, se ha podido confirmar la autografía velazqueña, puesta en duda en el pasado por algunos especialistas dada la suciedad que lo cubría. No se aprecian arrepentimientos pero sí rectificaciones en los toques de luz que parecen hechas en distintos momentos.

## Noticias históricas sobre los autorretratos velazqueños
La primera noticia de un autorretrato pintado por Velázquez la proporciona su suegro y maestro Francisco Pacheco, quien afirmaba tener en su poder un «famoso» autorretrato pintado por su yerno durante su estancia en Italia en 1630, «con la manera del gran Ticiano y (si es lícito hablar así) no inferior a sus cabezas». Dada la edad del pintor en ese momento, treinta y un años, no parece que pueda identificarse con este retrato de Valencia y tampoco con ninguna de las copias y supuestos autorretratos derivados del valenciano. La documentación antigua habla de otros autorretratos de Velázquez, uno de ellos mencionado en el inventario de los bienes dejados por el pintor a su muerte en 1660, con el aviso de que el vestido había quedado inacabado, habiéndose supuesto que pudiera tratarse del mismo autorretrato mencionado por Pacheco, aunque es imposible establecer el nexo. 

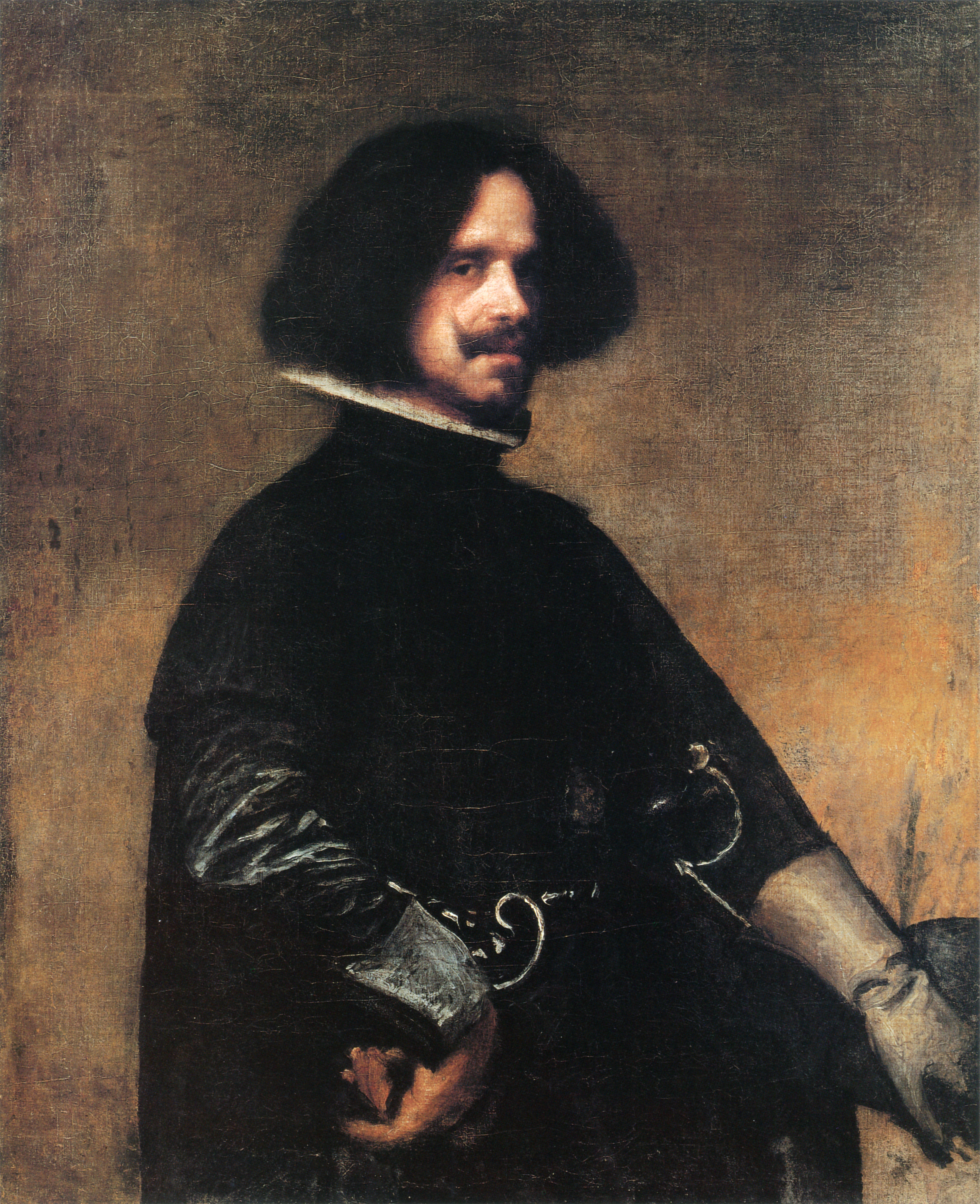
Copia de Velázquez: Autorretrato, óleo sobre lienzo, 103,5 x 82,5 cm, Florencia, Galleria degli Uffizi.

Otro autorretrato se menciona en 1642 en la colección del duque de Sanlúcar, marqués de Leganés, donde se describe como «un medio cuerpo del retrato del pintor Velázquez de su mano de una bara de alto y otra de ancho», citado nuevamente y de modo semejante en 1655 en el inventario de los bienes del marqués hecho a su muerte. El autorretrato del marqués de Leganés podría relacionarse con la copia de un autorretrato del pintor conservada en la Alte Pinakothek de Múnich, busto largo con medalla heráldica que en varias copias es la de la Orden de Santiago añadida post mortem, muy semejante en cuanto a la cabeza al autorretrato de Valencia, si acaso un poco más joven. 
El embajador del duque de Módena ante la corte de Felipe IV adquirió en Madrid entre 1641 y 1643 una serie de pinturas siguiendo los consejos de Velázquez, que realizó también el retrato de Francisco I de Este (Módena, Galería Estense), entre las que el inventario de Cesare Ignazio de Este mencionaba un retrato de Velázquez con las manos solo esbozadas («Ritratto di Monsu Velasco [...] qual figura ha le mani solo abbozzate»). Una copia o derivación de ese autorretrato que fue propiedad del duque de Módena pudiera ser el retrato del pintor de más de medio cuerpo, con espada, guantes y la llave de ayuda de cámara al cinto, conservado en la Galería Uffizi, obra del taller con una cabeza semejante a la del autorretrato de Valencia, que podría haber sido pintado para servir de modelo de las copias efectuadas por sus ayudantes. La elegante actitud y la ausencia de elementos caracterizadores del oficio de pintor, sustituidos por la llave y la espada, convierten a este autorretrato en un manifiesto en favor del prestigio social al que puede aspirar el pintor.
Un autorretrato más, propiedad del marqués de Eliche, fue adquirido en Madrid en 1689 por el embajador de Florencia Cosimo da Castiglione para su señor el duque Cosme III de Médici. Castiglione decía de él que era «una testa vantaggiosissima pittoresca e bella», de la que únicamente le faltaba la certeza de que fuese de su mano para adquirirla, algo de lo que finalmente debió de quedar convencido, pues en carta fechada en Madrid el 29 de septiembre de 1689 informaba ya de su compra. Esta «cabeza» posiblemente pueda identificarse con el supuesto autorretrato en busto salido de los pinceles de un modesto seguidor conservado también en los Uffizi, con amplio cuello blanco cayendo sobre los hombros a diferencia de todos los restantes.
Autorretratos del pintor se han querido ver también en algunos cuadros de historia, como la Adoración de los Magos de 1619 y La rendición de Breda, en el Retrato de hombre de hacia 1623 del Museo del Prado y en un óleo de autoría cuestionada conservado en los Museos Capitolinos de Roma.